# Lagarosiphon major
Lagarosiphon major là một loài thực vật có hoa trong chi Nhuyễn cốt thảo Lagarosiphon họ Thủy thảo Hydrocharitaceae. Loài này được (Ridl.) Moss mô tả khoa học đầu tiên năm 1928.